# Butylcyclohexylphthalat
Butylcyclohexylphthalat ist eine chemische Verbindung aus der Gruppe der Phthalsäureester.

## Eigenschaften
Butylcyclohexylphthalat ist eine farblose Flüssigkeit, die praktisch unlöslich in Wasser ist. Die Verbindung hat eine Glastemperatur von −67 °C.

## Verwendung
Butylcyclohexylphthalat wird als Weichmacher für Polymere (zum Beispiel PVC) und Lacke verwendet.